# Tristan Wirfs
Tristan Wirfs (geboren am 24. Januar 1999 in Mount Vernon, Iowa) ist ein US-amerikanischer American-Football-Spieler auf der Position des Offensive Tackles. Er spielte College Football für die University of Iowa und wurde im NFL Draft 2020 in der ersten Runde von den Tampa Bay Buccaneers ausgewählt. Mit den Buccaneers gewann er den Super Bowl LV.

## College
Wirfs ging auf die Highschool in seiner Heimatstadt Mount Vernon in Iowa. Dort spielte er American Football und war auch als Ringer und Leichtathlet aktiv. Wirfs gewann zweimal die Staatsmeisterschaften von Iowa im Kugelstoßen, im Diskuswurf war er in drei Jahren siegreich. Auch als Ringer gelang ihm 2017 ein Titelgewinn. Von 2017 bis 2019 ging Wirfs auf die University of Iowa, um College Football für die Iowa Hawkeyes zu spielen. Wegen Verletzungen der beiden Starting Tackles war Wirfs bereits in seiner Saison als Freshman Stammspieler des Teams. Als Sophomore ließ er keinen Sack zu. Wegen Fahrens unter Einfluss psychoaktiver Substanzen war er von seinem Head Coach für das erste Spiel der Saison suspendiert worden. Als Junior wurde er in das All-Star-Team der Big Ten Conference gewählt, zudem wurde er als Big Ten Offensive Lineman of the Year ausgezeichnet.
Nach dem Ende seiner dritten College-Football-Saison gab Wirfs bekannt, dass er sich für den NFL Draft anmelden würde. Insgesamt bestritt er 35 Spiele für die Iowa Hawkeyes.

## NFL
Beim NFL Combine lief den 40 Yard Dash in 4,85 Sekunden, was für einen Spieler seines Gewichts eine sehr schnelle Zeit ist. Mit 36,5 Inches (92,7 Zentimeter) im Vertical Jump stellte er einen neuen Bestwert für Offensive Linemen auf. Die Tampa Bay Buccaneers tradeten im NFL Draft 2020 den 14. Pick und ihr Viertrundenwahlrecht gegen den 13. Pick der San Francisco 49ers und deren Siebtrundenpick, um Wirfs an 13. Stelle in der ersten Runde auszuwählen. Als Rookie stand er in jedem Spiel von Beginn an auf dem Feld und zog mit den Buccaneers in den Super Bowl LV ein, den sie gegen die Kansas City Chiefs mit 31:9 gewannen. In der Saison 2021 wurde Wirfs in den Pro Bowl sowie in das All-Pro-Team von Associated Press gewählt. In seiner dritten NFL-Saison verpasste Wirfs drei Spiele verletzungsbedingt und wurde erneut in den Pro Bowl und zudem in das Second-All-Pro-Team gewählt.
Vor der Saison 2023 zogen die Buccaneers die Fifth-Year-Option seines Rookievertrags. Nach dem Abgang von Donovan Smith wechselte Wirfs auf die Position des Left Tackles. Er bestritt alle 17 Spiele der Regular Season sowie zwei Spiele in den Play-offs, ohne einen einzigen Snap zu verpassen, und wurde zum dritten Mal in den Pro Bowl gewählt. Im August 2024 einigte Wirfs sich mit den Buccaneers auf eine Vertragsverlängerung um fünf Jahre im Wert von 140 Millionen US-Dollar, davon 88 Millionen garantiert. In der Saison 2024 wurde er zum zweiten Mal in das All-Pro-Team sowie zum vierten Mal in den Pro Bowl gewählt.